# Bande radioamatoriali
Le bande radioamatoriali sono le bande radio assegnate per l'attività di radioamatore. Quelle comunemente utilizzate sono comprese tra le HF e le UHF.
Di seguito, un elenco delle bande assegnate per la regione 1, alla quale appartiene anche l'Italia.

## LF (Low Frequency)
2200 metri (135,7–137,8 kHz)
La banda LF dei 2200 metri è utilizzata per le sperimentazioni sulla propagazione. Su di essa si può trasmettere con la potenza massima di 1 watt EIRP.
La propagazione su questa banda dipende poco dalle stagioni e dall'alternanza tra giorno e notte, visto che avviene sostanzialmente per onda di terra, che si propaga per rifrazione al di là dell'orizzonte. La difficoltà nell'uso di questa banda sta soprattutto nel costruire delle antenne efficienti utilizzando lo spazio che si ha a disposizione. Una semplice antenna a dipolo, ad esempio, sarebbe lunga più di 1 km. Comunque siccome la massima potenza è di 1W EIRP si può pensare di usare antenne accorciate con rendimenti minimi (anche solo 1%) ed aumentare proporzionalmente la potenza di trasmissione.

## MF (Medium Frequency)
Nella sezione delle MF, al servizio radioamatoriale sono allocate due bande.
630 metri (472–479 kHz)
Le antenne per questa banda sono di dimensioni ragguardevoli. È permesso trasmettere con massimo 1 W come sulle onde lunghe.
160 metri (1830–1850 kHz)
La banda dei 160 metri è soprattutto notturna e invernale, visto che in questa situazione gli strati più bassi della ionosfera lasciano transitare i segnali delle onde medie, che vengono poi riflessi dagli strati più alti.
Nelle ore notturne è quindi possibile ascoltare trasmissioni da grande distanza e fare collegamenti di alcune migliaia di chilometri. L'assorbimento diurno limita invece la portata, via onda di terra, a qualche decina di chilometri o poco più, a seconda della potenza utilizzata.
Le antenne su questa banda sono realizzabili, anche se le dimensioni sono ancora notevoli: un dipolo è lungo circa 80 metri.

## HF (High Frequency)
Nella sezione delle HF, al servizio radioamatoriale sono allocate otto bande. Nella regione IARU 1, comprendente l'Europa, l'Africa e l'Asia settentrionale, sono assegnate le seguenti frequenze:
- 80 metri (3 500–3 800 kHz)
- 60 metri (5 351,5–5 366,5 kHz)[1]
- 40 metri (7 000–7 200 kHz)
- 30 metri (10 100–10 150 kHz)
- 20 metri (14 000–14 350 kHz)
- 17 metri (18 068–18 168 kHz)
- 15 metri (21 000–21 450 kHz)
- 12 metri (24 890–24 990 kHz)
- 10 metri (28 000–29 700 kHz)

Le HF sono le più utilizzate dai radioamatori per i collegamenti a lunga distanza, cosa resa possibile dal fatto che gli strati della ionosfera sono ricchi di atomi ionizzati e sono perciò in grado di assorbire, rifrangere o riflettere le onde elettromagnetiche, a seconda dei casi.
La regola generale è che man mano che si sale in frequenza si passa da bande a propagazione soprattutto notturna e invernale ad altre a propagazione fondamentalmente diurna ed estiva. Un singolo salto di riflessione ionosferica è limitato a circa 4 000 km. Oltre questa distanza le probabilità di effettuare un collegamento si riducono, perché il segnale deve subire riflessioni multiple per raggiungere la destinazione. Sono comunque relativamente frequenti collegamenti che arrivano persino agli antipodi.
La propagazione sulle onde corte è legata inoltre all'attività solare, visto che è proprio il flusso di energia proveniente dal sole che ionizza l'alta atmosfera. Negli anni di massimo solare (ogni 11 anni circa) si avranno quindi ottime condizioni di propagazione fino alla banda dei 10 metri, mentre negli anni di minimo le frequenze superiori ai 20 MHz saranno utilizzabili con minore regolarità.

## VHF (Very High Frequency)
Nelle VHF vi sono tre bande assegnate al servizio di radioamatore:
- 6 metri (50,000–52,000 MHz) - banda chiamata anche 50 MHz [2]
- 4 metri (70,100–70,300 MHz) - assegnata per un breve periodo dal 23 giugno 2007 al 19 dicembre 2014 e dal 1º agosto 2023 al 31 dicembre 2023 escluse zone entro 30 km dal confine italiano e potenza massima 10 W
- 2 metri (144,000–146,000 MHz) - banda chiamata anche VHF

### 6 metri
La banda dei sei metri presenta ancora alcune delle caratteristiche delle bande HF, come la possibilità di collegamenti a lunghissima distanza per propagazione nell'alta ionosfera, anche se il fenomeno è qui molto meno regolare e frequente, E sporadico. Sono poi presenti molti dei modi tipici delle frequenze superiori, come la propagazione nella bassa ionosfera e nella troposfera.

### 4 metri
La banda dei 4 metri viene utilizzata dai radioamatori su specifica autorizzazione del Ministero dello sviluppo economico. Tale autorizzazione temporanea, dal 23 giugno al 19 dicembre 2014, è scaduta.

### 2 metri
Nella banda dei due metri è possibile effettuare un'ampia tipologia di collegamenti (il maggior numero rispetto alle altre bande):
- Codice Morse
- Modulazione a banda laterale singola (SSB)
- Riflessione nello strato E della ionosfera (E-sporadico), con distanze che possono raggiungere e superare i 2 000 km
- per rifrazione nella troposfera, che permettono di raggiungere distanze massime approssimative di 1 000 km
- propagazione trans-equatoriale (che sfrutta delle irregolarità della ionosfera a cavallo dell'equatore)
- meteor scatter (riflessione dei segnali nella scia ionizzata che si forma con la caduta delle meteore)
- air scatter (riflessione dei segnali sulle fusoliere degli aerei di linea in volo)
- il FAI (Field Alignment Irregolarity, un altro tipo di fenomeno ionosferico)
- facendo riflettere i segnali nella zona di cielo ionizzata dalle aurore boreali
- utilizzando la Luna come "sponda" per far rimbalzare il segnale trasmesso anche tra continenti (EME)
- AM Simplex
- FM Simplex
- Operazioni con ripetitori FM
- 8-FSK (modalità digitale, FT8)
- Comunicazioni con la Stazione Spaziale Internazionale (ISS)
- Packet radio
- Radiocomandi.

Molte di queste tipologie di collegamento sono realizzabili con sistemi di antenna abbastanza piccoli.
Nella banda sono presenti anche ripetitori in FM per i collegamenti locali e nodi packet radio per il trasferimento dati.
Esistono inoltre in orbita intorno alla Terra anche dei satelliti artificiali che spesso ricevono su di una banda radiantistica e ritrasmettono verso la Terra su un'altra banda.

## UHF (Ultra High Frequency)
Le bande radioamatoriali in UHF sono:
- 70 centimetri (430.000–434.000 e 435.000–438.000 MHz)
- 24 centimetri (1240–1245 MHz)
- 23 centimetri (1260–1298 MHz)
- 13 centimetri (2300–2440 MHz)
- 12 centimetri (2440–2450 MHz)

### 70 centimetri
La banda del 70 cm è molto usata per i collegamenti locali, sia in fonia FM che per la trasmissione dati (packet). Sono inoltre presenti ripetitori per incrementare la distanza massima raggiungibile. Per il resto la propagazione è simile alla banda dei due metri, considerando però che i fenomeni ionosferici sono più rari e più impegnativi, mentre l'utilizzo prevalente è quello legato al comportamento della troposfera.

### 23/24 centimetri
Banda piuttosto estesa, che permette la sperimentazione di modi di trasmissione a larga banda come la ATV (televisione amatoriale). Molto interessanti sono le attività via tropo, via satellite e via Luna (EME, Earth-Moon-Earth). Sono anche presenti dei ripetitori in FM, ma in misura limitata.
Su questa banda si ha l'ottimizzazione per l'uso via luna, poiché a parità di dimensioni delle antenne, in questa banda si ottiene un maggior guadagno, inoltre vi è la possibilità di ottenere potenze fino al massimo previsto dalla Licenza di Radioamatore con relativa facilità, di conseguenza valori maggiori di EIRP, parametro fondamentale per poter usare la luna come ripetitore passivo.

### 13/12 centimetri
Banda non molto usata, che condivide le stesse frequenze dei collegamenti Wi-Fi.
Su questa banda si trova anche l'uplink del satellite geostazionario per radioamatori Oscar 100 (EsHail -2) 2400,000–2400,500 MHz, il cui downlink è sulla banda dei 3 cm.

## SHF (Super High Frequency)
Nelle SHF vi sono le seguenti bande radioamatoriali:
- 5 centimetri (5650–5670, 5760–5770 e 5830–5850 MHz)
- 3 centimetri (10,3–10,5 GHz)
- 1,5 centimetri (24–24,05 GHz)

I principali momenti di utilizzo di queste frequenze sono i contest, gare organizzate dalle associazioni di radioamatori.
La banda dei 6 cm non è molto sfruttata, mentre sui 3 cm sono state di recente scoperte delle modalità di propagazione come il rain scatter, ovvero la diffusione del segnale da parte delle perturbazioni atmosferiche, con distanze di collegamento che possono raggiungere, e superare, i 500 km. Particolarmente interessanti sono le nuvole temporalesche che si manifestano sopra le Alpi con le note caratteristiche di intensità e breve durata, in questi casi la pioggia, così intensa, diventa un ottimo punto di riflessione, permettendo collegamenti sia in CW, sia in fonia, simmetrici rispetto al punto di riflessione, con distanze medie raggiungibili, di molte centinaia di chilometri (per esempio: centro Italia - Germania). Sulla banda dei 3 cm e più precisamente da 10489,500 a 10490 MHz è situato il downlink del transponder Oscar 100 (QO100) sito sul satellite geostazionario EsHail - 2
Il periodo migliore per tali tipologie di collegamenti è quello estivo in cui sono presenti, alta pressione sul mare, ed è più probabile la formazione di nubi ad alta quota (fino a 8000–10000 metri). Poiché dal 2005 risulta possibile l'assemblaggio a costi contenuti di sistemi radio in banda 3 cm di discreta potenza (potenze continue attorno ai 10 W) e sensibilità (cifra di rumore totale di sistema < 2 dB) è abbastanza usuale effettuare collegamenti su distanze attorno ai 700 km.
Oltre alla sempre maggiore disponibilità di finali di potenza, il principale vantaggio di queste bande è dovuto alla direttività delle antenne, generalmente antenne paraboliche, vantaggio che si riscontra sia in trasmissione sia in ricezione.
Il fatto di avere antenne con elevati guadagni, potenze in aumento, componenti con cifra di rumore sempre più bassa, consente di sfruttare, oltre al rain scatter, anche la Luna come sponda per far rimbalzare il segnale EME, e quindi portare a termine il collegamento anche tra radioamatori posti in continenti diversi.

## EHF (Extremely High Frequency)
Le EHF si prestano a sperimentazioni di livello avanzato, sebbene il loro uso da parte dei radioamatori sia molto limitato. Le bande sono le seguenti:
- 6 millimetri (47–47,2 GHz)
- 3 millimetri (76–77,501 e 78–81 GHz)
- 2 millimetri (122,5–123 e 134–141 GHz)
- 1,2 millimetri (241–250 GHz)